# Condado de Bolivar
O Condado de Bolivar é um dos 82 condados do estado norte-americano do Mississippi. Tem duas sedes de condado: Rosedale e Cleveland e a a sua maior cidade é Cleveland.
O condado tem uma área de 2347 km² (dos quais 75 km² estão cobertos por água), uma população de 40 633 habitantes, e uma densidade populacional de 7 hab/km² (segundo o censo nacional de 2000). O condado foi fundado em 1836 e o seu nome é uma homenagem a Simón Bolívar.